# Vincent de Kerleau
Vincent de Kerleau est un religieux et diplomate breton du XVe siècle, né au château de l'Isle à Moustéru vers 1400, mort en novembre 1476. Il est notamment évêque de Léon, ambassadeur à Rome, chancelier de Bretagne, chargé de mission en Angleterre.

## Biographie
Il appartenait à la famille noble des Kerleau de l'Isle. Entré dans l'Ordre cistercien, il fut supérieur de l'abbaye de Bégard (à partir de 1443) et de l'abbaye de Prières (à partir de 1467). Le 4 mai 1472, il fut nommé évêque de Léon par le pape Sixte IV, mais il resta jusqu'à sa mort abbé commendataire des deux établissements cisterciens. Il avait chargé Bégard d'une pension de deux cents ducats d'or pour Pietro Riario, cardinal de Saint-Sixte.
En 1456, il fut envoyé en ambassade à Rome par le duc Pierre II de Bretagne, et il y retourna ensuite plusieurs fois, chargé par le pape en 1458 de collecter de l'argent en Bretagne pour une croisade contre les Turcs. En 1467, il fut nommé premier président de la Chambre des comptes du duché par le duc François II, et il exerça ensuite la fonction de chancelier de Bretagne pendant une période de disgrâce de Guillaume Chauvin. À partir de 1468, il joua un rôle important dans la diplomatie bretonne : envoyé deux fois en mission auprès du roi Édouard IV d'Angleterre (en 1468 et en 1472), il se rendit également en 1468/69, à Bruges et à Saint-Omer, auprès de Charles le Téméraire. Dans une lettre datée de 1471, le roi Louis XI lui-même reconnut son habileté diplomatique, et il s'adressa à lui pour conclure une trêve avec le duc de Bourgogne. En 1471, il joua un rôle dans les pourparlers de mariage entre Charles de Valois et Marie de Bourgogne.
On ne sait s'il est mort à Rome ou en Bretagne, ni s'il est inhumé dans la cathédrale de Saint-Pol-de-Léon.